# Ритерсхајм
Ритерсхајм (њем. Rittersheim) општина је у њемачкој савезној држави Рајна-Палатинат. Једно је од 81 општинског средишта округа Донерсберг. Према процјени из 2010. у општини је живјело 203 становника. Посједује регионалну шифру (AGS) 7333062.

## Географски и демографски подаци
Ритерсхајм се налази у савезној држави Рајна-Палатинат у округу Донерсберг. Општина се налази на надморској висини од 228 метара. Површина општине износи 4,0 km². У самом мјесту је, према процјени из 2010. године, живјело 203 становника. Просјечна густина становништва износи 51 становника/km².